# Zichy Nándor (sportrepülő)
Gróf zicsi és vázsonykői Zichy Nándor (Mosdós, Somogy vármegye, 1907. augusztus 22. – Athén, 1994. augusztus 16.) magyar sportrepülő, pilóta, légügyi főtanácsos, országgyűlési képviselő.

## Családja és származása
Az ősrégi magyar főnemesi gróf zicsi és vázsonykői Zichy család sarja. Apja gróf Zichy Rafael (1877–1944) cs. és kir. kamarás, nagybirtokos, anyja őrgróf Pallavicini Edina (1877–1967), cs. és kir. palotahölgy, csillagkeresztes hölgy volt. Apai nagyszülei gróf Zichy Jenő (1837–1906), magyar szakíró, politikus, Ázsia-kutató, az MTA tiszteleti tagja, és gróf Redern Hermine (1844–1911) voltak. Az anyai nagyszülei őrgróf Pallavicini Ede (1845–1914), cs. és kir. kamarás, v. b. t. t., főrendiház tagja, és székhelyi Majláth Etelka (1853–1936) voltak.

## Élete
1907-ben született a Somogy megyei Mosdóson, római katolikus vallásban. Középiskolái elvégzése után a berlini egyetemen közgazdasági, a budapesti közgazdasági egyetemen pedig doktori oklevelet szerzett. Szakmai pályáját az Országos Magyar Idegenforgalmi Tanácsnál kezdte meg mint titkár, majd ügyvezető főtitkár lett, később pedig az Országos Magyar Idegenforgalmi Hivatal igazgatójává nevezték ki.
Utóbbi minőségében számos külföldi utat tett meg: járt Amerikában, Párizsban, Rómában, Varsóban, Berlinben, Kairóban stb., és mint idegenforgalmi szakértő igen sok külföldi tárgyaláson vett részt. Sokat foglalkozott a Magyarországot népszerűsítő idegenforgalmi propaganda megszervezésével, illetve a külkereskedelem fejlesztésével, e téren kifejtett fáradhatatlan munkásságával és sok érdemet szerzett.
Mint tartalékos repülőhadnagy az 1930-as évek legkiválóbb magyar sportrepülőinek egyike volt. Versenyzőként állandó résztvevője volt az időszak minden számottevő hazai és külföldi sportrepülő versenyének. Nagy érdemeket szerzett a magyar sportrepülés megszervezése és fejlesztése terén, nemkülönben a fiatal sportrepülő nemzedék irányításában. 1930-ban Almásy László Afrika-kutató pilótájaként kis sportgépen repült Kis-Ázsiába, akkor bravúrosnak számító teljesítménye a világsajtót is bejárta.
1939 márciusában a kereskedelem és közlekedésügyi minisztériumban légügyi főtanácsossá nevezték ki, ugyanazon év nyarától pedig országgyűlési képviselőként is tevékenykedett, mandátumát a Magyar Élet Pártja Zemplén vármegyei listáján nyerte el. Alelnöke volt a Magyar Aero Szövetségnek és vezetője a szövetség sport- és légi turisztikai bizottságának.